# Spitzwiesen, Albeck
Spitzwiesen je naselje v Občini Albeck v Okraju Trg na Koroškem v Avstriji.